# Aliança Tigrinya per la Democràcia Nacional
Aliança Tigrinya per la Democràcia Nacional (Tigrayan Alliance for National Democracy TAND) és una organització política i militar de la regió Tigre, a Etiòpia, dirigida per Aregawi Berhe, el primer líder del Front Popular d'Alliberament de Tigre, que va estar exiliat als Països Baixos durant més de vint anys. La major part de membres del TAND són residents a l'exterior. Té orientació secular i nacionalista tigrinya i s'oposa a Meles Zenawi que des de 2002 quan el partit del govern es va escindir, va començar a perdre suports. El TAND té poca o nul·la capacitat militar i sembla que rep suport d'Eritrea si bé les seves bases estarien al Sudan. Té relacions estretes amb el Moviment Democràtic per l'Alliberament de Tigre (DMLT), un grup finançat i armat per Eritrea.